# Karaoke Compilation
Karaoke Compilation è un album di cover inciso dal cantante-showman Fiorello nel 1993, reduce dal successo con il programma televisivo Karaoke trasmesso da Italia 1. L'album consiste in due dischi, il primo con le versioni originali, il secondo con le versioni strumentali per essere cantate in Karaoke.

## Tracce
1. Come mai
2. Gloria
3. Ci vorrebbe un amico
4. Azzurro
5. Il gatto e la volpe
6. Spiagge
7. My Way
8. Ti amo
9. Una carezza in un pugno
10. Ricordati di me
11. Vita spericolata
12. Donne
13. Centro di gravità permanente
14. Puoi

## Classifiche

### Classifiche settimanali
| Classifica (1994) | Posizione raggiunta |
| ----------------- | ------------------- |
| Italia            | 8                   |